# 2008年イタリアグランプリ
2008年イタリアグランプリは、2008年F1世界選手権第14戦として、2008年9月12日から9月14日にイタリア・モンツァで開催された。正式名称は2008 FORMULA1 Gran Premio d'Italia 2008。

## 予選

### 展開
シーズン屈指のハイスピードコースとして名高いモンツァであるが、今年は雨に祟られる。この天候が、皮肉にも勝敗を決める事となった。

#### Q1
雨のQ1は、ルーベンス・バリチェロ・ネルソン・ピケJr.・中嶋一貴・ジェンソン・バトン・エイドリアン・スーティルの5名が脱落。この時点では、まだ波乱の様相を見せていなかった。

#### Q2
Q3常連組は順当にQ2に進んだが、このラウンドでランキング上位4名のうち3名がよもやの脱落となった。この時点でランキング首位を走るルイス・ハミルトンは浅溝タイヤ選択が裏目に出て15番手、チャンピオン獲得に赤信号が灯るランキング3番手のキミ・ライコネンは予選出走のタイミングが遅かったことが原因で14番手、この年初優勝したランキング4番手のロバート・クビサは暖気運転中の天候悪化が致命傷となって11番手にとどまり、ランキング上位4名で唯一Q3に進出したランキング2番手のフェリペ・マッサにしても、Q2通過ラインぎりぎりの10番手でのQ3進出という惨憺たる有り様であった。

#### Q3
Q3常連3人が脱落したQ3は、Q2トップ通過のセバスチャン・ベッテルがその勢いのまま、史上最年少となる21歳72日でポールポジションを奪取した。チームメイトのセバスチャン・ブルデーも4位で通過。雨天を晴天セッティングで凌ぎ切ったのが勝因であった。

### 結果
| 順位 | No | ドライバー               | コンストラクター                 | Q1       | Q2       | Q3       | グリッド |
| ---- | -- | ------------------------ | -------------------------------- | -------- | -------- | -------- | -------- |
| 1    | 15 | セバスチャン・ベッテル   | トロ・ロッソ・フェラーリ         | 1'35.464 | 1'35.837 | 1'37.555 | 1        |
| 2    | 23 | ヘイッキ・コバライネン   | マクラーレン・メルセデス         | 1'35.214 | 1'35.843 | 1'37.631 | 2        |
| 3    | 10 | マーク・ウェバー         | レッドブル・ルノー               | 1'36.001 | 1'36.306 | 1'38.117 | 3        |
| 4    | 14 | セバスチャン・ブルデー   | トロ・ロッソ・フェラーリ         | 1'35.543 | 1'36.175 | 1'38.445 | 4        |
| 5    | 7  | ニコ・ロズベルグ         | ウィリアムズ・トヨタ             | 1'35.485 | 1'35.898 | 1'38.767 | 5        |
| 6    | 2  | フェリペ・マッサ         | フェラーリ                       | 1'35.536 | 1'36.676 | 1'38.894 | 6        |
| 7    | 11 | ヤルノ・トゥルーリ       | トヨタ                           | 1'35.906 | 1'36.008 | 1'39.152 | 7        |
| 8    | 5  | フェルナンド・アロンソ   | ルノー                           | 1'36.297 | 1'36.518 | 1'39.751 | 8        |
| 9    | 12 | ティモ・グロック         | トヨタ                           | 1'35.737 | 1'36.525 | 1'39.787 | 9        |
| 10   | 3  | ニック・ハイドフェルド   | BMWザウバー                      | 1'35.709 | 1'36.626 | 1'39.906 | 10       |
| 11   | 4  | ロバート・クビサ         | BMWザウバー                      | 1'35.553 | 1'36.697 |          | 11       |
| 12   | 21 | ジャンカルロ・フィジケラ | フォース・インディア・フェラーリ | 1'36.280 | 1'36.698 | 12       |          |
| 13   | 9  | デビッド・クルサード     | レッドブル・ルノー               | 1'36.485 | 1'37.284 | 13       |          |
| 14   | 1  | キミ・ライコネン         | フェラーリ                       | 1'35.965 | 1'37.522 | 14       |          |
| 15   | 22 | ルイス・ハミルトン       | マクラーレン・メルセデス         | 1'35.394 | 1'39.265 | 15       |          |
| 16   | 17 | ルーベンス・バリチェロ   | ホンダ                           | 1'36.510 |          | 16       |          |
| 17   | 6  | ネルソン・ピケJr.        | ルノー                           | 1'36.630 | 17       |          |          |
| 18   | 8  | 中嶋一貴                 | ウィリアムズ・トヨタ             | 1'36.653 | Pit      |          |          |
| 19   | 16 | ジェンソン・バトン       | ホンダ                           | 1'37.006 | Pit      |          |          |
| 20   | 20 | エイドリアン・スーティル | フォース・インディア・フェラーリ | 1'37.417 | 18       |          |          |

## 決勝
- Car No.8,16はピットレーンスタートを選択

### 展開
強い雨のためエクストリーム・ウェットタイヤの装着が義務付けられ、セーフティカー先導でレース開始。序盤は、予選4位のブルデーがエンジンストールのために周回遅れとなった事と、ジャンカルロ・フィジケラが12周目にリタイアとなった事以外は波乱なく進んだ。ポールスタートのベッテルは、その後も序盤で作った貯金にモノを言わせ、最初のタイヤ交換時以外は首位を守りきって最年少ポールポジションに続き最年少の21歳73日で初優勝した。ハミルトンのチームメイト･ヘイッキ・コバライネンが、12秒以上離されて2位。予選失敗のクビサが、1ピット戦略で3位に潜り込む事に成功。今回は大した見せ場を作れなかったマッサは、何とかハミルトンより前の6位。そのハミルトンは、マクラーレンのタイヤの温まりやすさに祟られ後半伸びずの7位。ライコネンは最悪で、最後に何とかファステストラップを奪取したものの、ポイント圏外の9位に終わった。なお、雨中決戦となった当レースであるが、意外にもゴール出来なかったのはフィジケラだけであった。
ベッテルのこの優勝は、
1. F1史上最年少での優勝、史上最年少でのポール・トゥ・ウィンおよび史上最年少での表彰台登壇。
2. トロ・ロッソの初優勝、および初の表彰台獲得（前身チームであるミナルディ時代を含む）。
3. 1957年のマセラティ250Fを駆るスターリング・モス以来、約半世紀（51年）ぶりのフェラーリ以外のイタリアチームによるイタリアGP優勝。
4. フェラーリのカスタマーエンジンでの初優勝（2019年現在でもフェラーリのカスタマーエンジンでの優勝はこれが唯一）。
5. トロロッソの親チームであるレッドブル・レーシングよりも先に初優勝を遂げる。

という記録づくめの優勝となった。
このレースで表彰台に登った3人は全員が今季初優勝を挙げたドライバーだった。ベッテル(21歳73日)、コバライネン(26歳333日)、クビサ(23歳282日)の3人の平均年齢は23歳350日であり、表彰台登壇ドライバーの平均年齢でもF1史上最年少記録を樹立した。3人ともがデビューから3年以内のいわゆる｢若手｣であり、次世代の色合いが強いポディウムとなった。
さらにこのレースで表彰台に揚がった国旗は2006年のイタリアGPと同じドイツ、フィンランド、ポーランド(2006年はミハエル・シューマッハ、ライコネン、クビサであった）の三ヶ国の国旗であり、流れた国歌もドイツ→イタリアの順で同一であった。

### 結果
| 順位 | No | ドライバー               | コンストラクター                 | 周回数 | タイム／リタイヤ | グリッド | ポイント |
| ---- | -- | ------------------------ | -------------------------------- | ------ | ---------------- | -------- | -------- |
| 1    | 15 | セバスチャン・ベッテル   | トロ・ロッソ・フェラーリ         | 53     | 1:26'47.494      | 1        | 10       |
| 2    | 23 | ヘイッキ・コバライネン   | マクラーレン・メルセデス         | 53     | +12.512          | 2        | 8        |
| 3    | 4  | ロバート・クビサ         | BMWザウバー                      | 53     | +20.471          | 11       | 6        |
| 4    | 5  | フェルナンド・アロンソ   | ルノー                           | 53     | +23.903          | 8        | 5        |
| 5    | 3  | ニック・ハイドフェルド   | BMWザウバー                      | 53     | +27.748          | 10       | 4        |
| 6    | 2  | フェリペ・マッサ         | フェラーリ                       | 53     | +28.816          | 6        | 3        |
| 7    | 22 | ルイス・ハミルトン       | マクラーレン・メルセデス         | 53     | +29.912          | 15       | 2        |
| 8    | 10 | マーク・ウェバー         | レッドブル・ルノー               | 53     | +32.048          | 3        | 1        |
| 9    | 1  | キミ・ライコネン         | フェラーリ                       | 53     | +39.468          | 14       |          |
| 10   | 6  | ネルソン・ピケJr.        | ルノー                           | 53     | +54.445          | 17       |          |
| 11   | 12 | ティモ・グロック         | トヨタ                           | 53     | +58.888          | 9        |          |
| 12   | 8  | 中嶋一貴                 | ウィリアムズ・トヨタ             | 53     | +1'02.015        | Pit      |          |
| 13   | 11 | ヤルノ・トゥルーリ       | トヨタ                           | 53     | +1'05.954        | 7        |          |
| 14   | 7  | ニコ・ロズベルグ         | ウィリアムズ・トヨタ             | 53     | +1'08.635        | 5        |          |
| 15   | 16 | ジェンソン・バトン       | ホンダ                           | 53     | +1'13.370        | Pit      |          |
| 16   | 9  | デビッド・クルサード     | レッドブル・ルノー               | 52     | +1 Lap           | 13       |          |
| 17   | 17 | ルーベンス・バリチェロ   | ホンダ                           | 52     | +1 Lap           | 16       |          |
| 18   | 14 | セバスチャン・ブルデー   | トロ・ロッソ・フェラーリ         | 52     | +1 Lap           | 4        |          |
| 19   | 20 | エイドリアン・スーティル | フォース・インディア・フェラーリ | 51     | +2 Laps          | 18       |          |
| Ret  | 21 | ジャンカルロ・フィジケラ | フォース・インディア・フェラーリ | 11     | アクシデント     | 12       |          |